# Igreja de São Tiago (Évora)
A igreja de São Tiago fica situada no Largo Alexandre Herculano, freguesia de Santo Antão, em Évora, Portugal. Construida em 1550 foi sede de uma antiga freguesia da cidade, extinta em 1840.
A igreja de São Tiago foi reconstruida em 1680, conservando porém alguns vestígios da época manuelina, como são exemplo as ameias ainda visíveis na ala sul do templo. O interior, de uma só nave encontra-se profundamente decorado ao gosto da época barroca. A abóbada está revestida de pinturas a fresco, enquanto as paredes laterais se encontram revestidas de painéis de azulejos da autoria do célebre ceramista Gabriel del Barco, representando cenas bíblicas.